# Jan van der Heyden
Jan van der Heyden (Gorinchem, 5 marzo 1637 – Amsterdam, 28 marzo 1712) è stato un pittore olandese, specialista della pittura di paesaggio. È considerato il precursore del vedutismo.

## Biografia
Allievo del pittore di nature morte Job Berckheyde, si dedicò soprattutto alla pittura di paesaggio.
Dipinse vedute di Colonia, Bruxelles e Londra, ma soprattutto della città di Amsterdam e dei suoi dintorni, rivelandone aspetti di tranquilla vita borghese.
I suoi quadri sono conservati al Louvre (Municipio di Amsterdam, Il canale Martelaars), al Rijksmuseum (Via di Amersfoort, Piazza dell'argine), alla Wallace Collection di Londra (La Westerkerk ad Amsterdam).

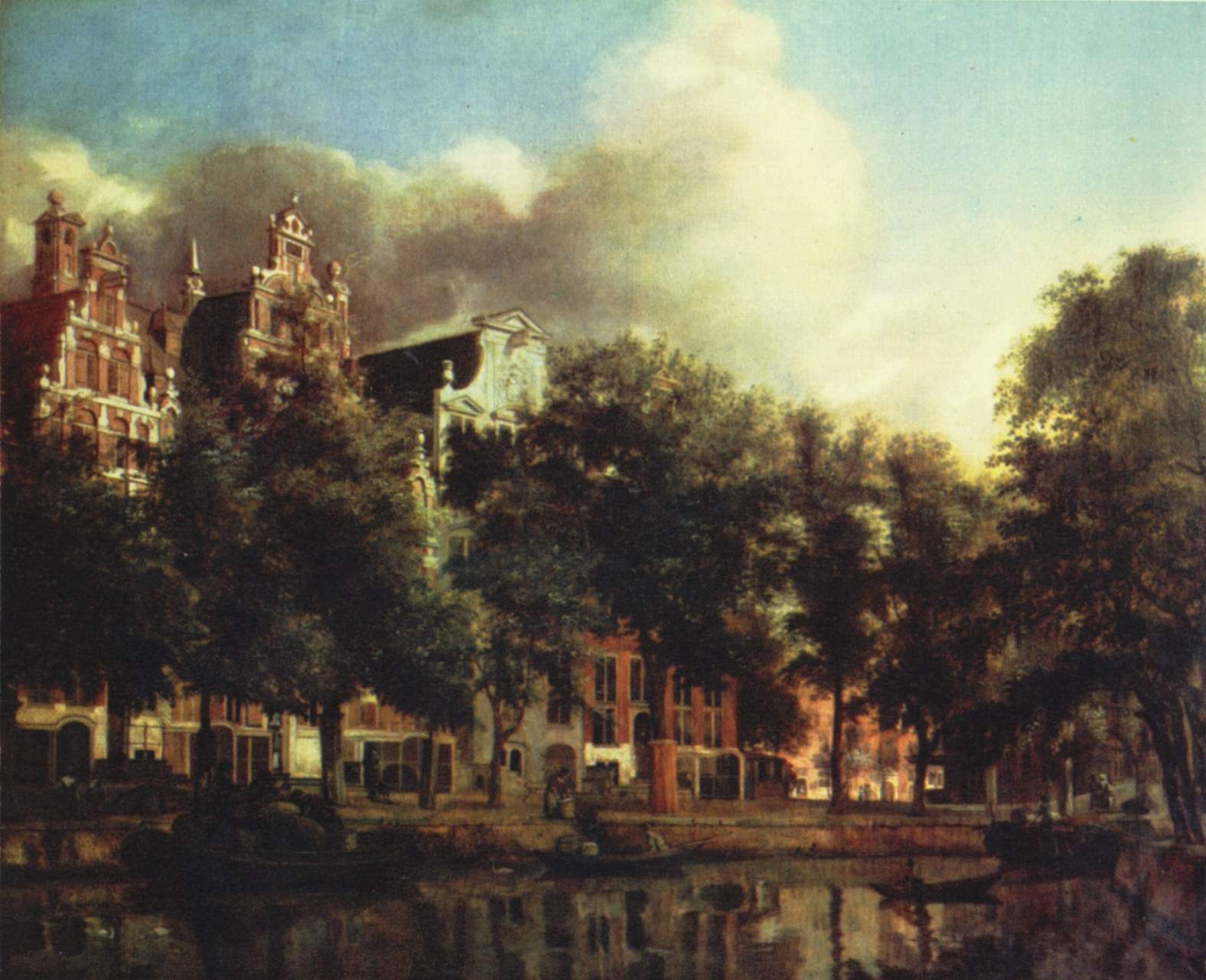
Il Martelaarsgracht, Parigi, Louvre